# آینو تالوی
آینو تالوی (استونیایی: Aino Talvi; ۶ فوریهٔ ۱۹۰۹ – ۱۲ مارس ۱۹۹۲) بازیگر تئاتر، سینما و رادیو اهل استونی بود.
وی همچنین برندهٔ جوایزی همچون نشان لنین، جایزه هنرمند مردمی اتحاد جماهیر شوروی، و نشان پرچم سرخ کار شده‌است.